# Terrie Bluff
Das Terrie Bluff ist ein rund 1000 m hohes Felsenkliff auf der antarktischen Ross-Insel. In den Kyle Hills ragt es 2,5 km südsüdöstlich des Ainley Peak auf. Es markiert das östliche Ende einer hügelförmigen Erhöhung 800 m nordwestlich des Detrick Peak.
Das Advisory Committee on Antarctic Names benannte das Kliff 2003 nach der Biologin Theresa „Terrie“ M. Williams von der University of California, Santa Cruz, die zwischen 1984 und 2002 im Rahmen des United States Antarctic Program Untersuchungen zum Jagdverhalten von Weddellrobben im Meereisgebiet des McMurdo-Sunds geleitet hatte.